# Cementerio de Darwin
El cementerio de Darwin es un cementerio militar de las islas Malvinas que fue construido y habilitado por el Reino Unido para sepultar a combatientes de Argentina que murieron en la guerra de las Malvinas en 1982.
Se encuentra localizado a dos kilómetros de Puerto Darwin en la isla Soledad y a 88 kilómetros de la localidad de Puerto Argentino/Stanley, con la cual enlaza a través de un camino de ripio.
Del total de 649 argentinos que murieron en el conflicto, 237 de ellos fueron enterrados en este cementerio, de los cuales menos de diez se encuentran sin identificar. Todos ellos fueron declarados por la Argentina como «Héroes nacionales» a través de la Ley Nacional 24 950 de 1998.

## Historia
El cementerio sirvió inicialmente para el entierro de los 47 efectivos que murieron en la cercana batalla de Pradera del Ganso, librada entre el 27 y 29 de mayo en el istmo de Darwin. Al finalizar el conflicto, las autoridades militares británicas identificaron e inhumaron en el cementerio a 218 soldados argentinos más, algunos de los cuales se encontraban en tumbas colectivas y antiguos campos de batalla en distintos puntos del archipiélago. Las tareas fueron llevadas a cabo por la Commonwealth War Graves Commission, bajo supervisión del Comité Internacional de la Cruz Roja.
Después del conflicto el Reino Unido se ofreció a enviar los cuerpos al territorio continental argentino, pero los familiares de los caídos se negaron argumentando que «no hay nada que repatriar, porque están en su patria», reivindicando el reclamo argentino sobre las islas.
Todos fueron enterrados individualmente con todos los honores militares y una sola misa cristiana. La construcción y organización del sitio fue llevada a cabo por el coronel británico Geoffrey Cardozo. La labor del coronel fue fundamental para la posterior identificación de los cuerpos, ya que decidió recubrirlos con tres bolsas plásticas e incluir una nota con el nombre del lugar donde habían sido encontrados los restos, además de los efectos personales que se encontraban cerca de cada cuerpo. Posteriormente, escribió un informe con sus hallazgos para el Gobierno Británico, quien se lo envió a la Cruz Roja y esta, posteriormente, al gobierno argentino, quien nunca lo difundió entre los familiares de los caídos. Además, solicitaba a las autoridades argentinas que enviasen un grupo para reconocer los restos. En muchas oportunidades, el gobierno ubicó a los soldados argentinos como víctimas, siendo el victimario la dictadura militar, y dejando a los británicos fuera de la discusión. 
Una de las posiciones es aquella que argumenta que los caídos en Malvinas fueron víctimas de la dictadura y del proceso militar. Se sumó a esto la “victimización” de los conscriptos, donde los obligaban a llevar armas. Como consecuencia, fueron un recuerdo vivo de la derrota para la sociedad. De igual manera que se dio el olvido hacia los militares, se silenció totalmente la presencia de las enfermeras que asistieron a los heridos. 
Los veteranos de guerra rechazan la “victimización” y nombran a la “desmalvinización” como políticas de Estado que apoyaron los gobiernos sucesivos. 
Los cuerpos de tres pilotos argentinos hallados después del final de la guerra conflicto, fueron enterrados también allí. El capitán Jorge Osvaldo García salió expulsado con éxito de su Skyhawk después de ser derribado por un misil tierra-aire Sea Dart el 25 de mayo de 1982, pero su cuerpo no fue recuperado del agua. Al año siguiente fue encontrado y llevado a la isla Golding y luego al cementerio de Darwin. El teniente Giménez, fue piloto de un Pucará y su cuerpo no fue encontrado sino hasta 1986. A su entierro asistieron sus familiares, quienes fueron los primeros parientes de los soldados argentinos en visitar las islas tras la guerra, en el año 1991, 9 años después de que la guerra ya había finalizado. Todavía se desconocía la identidad de muchos soldados, lo que significó que muchas familias no pudieron encontrar a quien estaban buscando. Por esta razón, se decidió que cada familia adoptaría una de las 123 tumbas sin identificación, para rendir tributo a su hijo, aunque no tuviese certeza de que yacía en ella. Eligieron un soldado por el que rezarían y a quien le llevarían flores. De hecho, las familias fueron quienes impulsaron el proyecto de identificación que se llevó a cabo en 2017.
El tercer piloto argentino fue el teniente Jorge Casco, cuyos restos se encontraron en 1999 cerca de la Isla de los Arrecifes. Estos no pudieron ser reconocidos, ya que no se encontraron sus placas identificatorias, y recién en julio de 2008, cuando fueron entregados a la Argentina, se los pudo enviar al Banco Nacional Genético del Hospital Durand, donde luego de realizar las pruebas de ADN se confirmó su identidad. Fue enterrado con honores militares en el cementerio el 7 de marzo de 2009, tras un pedido de los familiares.

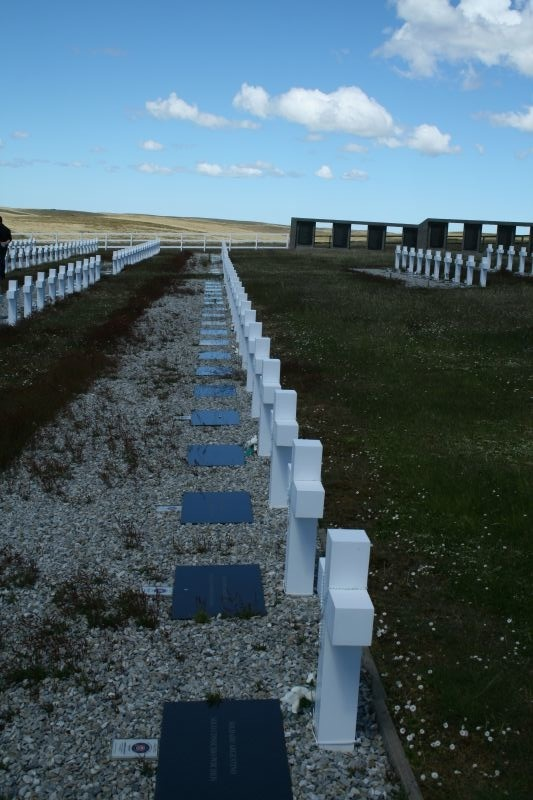
Cementerio de Darwin en 2008.

Desde la declaración conjunta de Argentina y el Reino Unido del 14 de julio de 1999, hecha por los ministros de exteriores Guido Di Tella y Robin Cook, los familiares de los fallecidos son responsables del mantenimiento del cementerio. El acuerdo también permitió los viajes de dichos familiares a las islas y la construcción de un monumento a los caídos. 
En marzo de 2002, el monumento fue aprobado por el gobierno británico de las islas luego de varias modificaciones de tamaño. La Asamblea Legislativa de las Islas Malvinas había rechazado la propuesta de la Comisión de Familiares de los Caídos en tres ocasiones. Los diseños propuestos habían sido objetados por su tamaño (ya que la cruz y los muros les parecían a los malvinenses «demasiado altos») y la posibilidad de construir una capilla pequeña junto a las tumbas, rechazada. Posteriormente, la cruz del monumento se redujo a la mitad, como así también los muros, las placas con los nombres de los combatientes muertos y la imagen de la Virgen de Luján. Además, se aceptó que los nombres de los enterrados no contuvieran ninguna inscripción que identifique la fuerza operada en 1982 ni el rango, sino solamente el nombre. El objetivo de las críticas, rechazos y demoras de los malvinenses era que el monumento no estuviera listo para el 20° aniversario del conflicto.
La obra del monumento fue diseñada por los arquitectos Mónica Cordero de Berraz y Carlos D'Aprile. Su estructura fue premoldeada en el Aeropuerto de Ezeiza, luego transportada por camión hasta Campana, y en barco desde allí a Uruguay, desde donde se la envió al puerto East Cove (Base Militar Mount Pleasant) en un barco de bandera antiguana. Su armado fue realizado por la empresa escocesa AWG, finalizando en abril del mismo año. El costo total fue de casi un millón de dólares, financiado por la comisión de familiares y por el empresario argentino Eduardo Eurnekián. Luego de todas las modificaciones que hubo, al cementerio se le añadieron monumentos hechos con piedras llevadas de todas partes de Argentina, lo que dio a los Argentinos la sensación de que una parte de su territorio estaba en Malvinas.
El empresario también financió los viajes de los familiares a las islas.
Hasta entonces, el cementerio estaba rodeado por una pequeña cerca blanca. La parcela está ahora cubierta de césped y protegida por un recinto amurallado con un cenotafio incluyendo una imagen de la santa patrona de Argentina, la Virgen de Luján. El cenotafio y el monumento fueron ideados, construidos y financiados por la Comisión de familiares de los caídos. La imagen de la Virgen de Luján recorrió todas las provincias argentinas antes de llegar a la isla. Pararelamente a la construcción del monumento se restauraron las cruces, hasta entonces de madera y posteriormente blancas con lápidas de pórfido negro.
El monumento fue inaugurado en octubre de 2009 junto con la remodelación del cementerio ante 300 familiares de caídos. El acto formal de la inauguración incluyó una ceremonia religiosa compartida por el capellán durante el conflicto, Vicente Martínez, el obispo de Río Gallegos, Juan Carlos Romanín, el sacerdote Sebastián Combiny de la provincia de Santiago del Estero y el sacerdote de las islas, Peter Norris. También participaron autoridades civiles y militares británicas, entre ellos el comandante de la guarnición militar británica, comodoro Gordon Moulds, y el primer secretario de la gobernación, Paul Martínez. El viaje fue organizado, luego de un acuerdo entre los gobiernos argentino y británico, por la Comisión de Familiares y Cascos Blancos. 170 personas viajaron el 3 de octubre y 205 el día 10 a través de vuelos chárter. Para el viaje, el gobierno británico pidió que los familiares no cantaran el Himno Nacional Argentino ni enarbolaran o hicieran flamear banderas argentinas, ya que «podrían haber sido interpretados como actos provocadores» por la población local.
En 2007, Sebastián Socodo, un argentino que se casó con una malvinense y reside en las islas, fue empleado para ser el cuidador del cementerio. Socodo conoció a su pareja, que residía en Buenos Aires, durante el secundario y se casaron. Uno de sus hijos nació en Argentina. Pese a ello, tiene una postura probritánica en el conflicto de soberanía.
En marzo de 2014, la Comisión de Familiares de Caídos comunicó la intención de construir una capilla o santuario bajo la advocación de María de la Paz para convertir el sitio en un espacio de peregrinación. El pedido fue hecho al Papa Francisco en una reunión con familiares y excombatientes, para que mediase por la construcción del templo, ya que la prefectura apostólica de las Islas Malvinas depende directamente de la Santa Sede. El pontífice accedió al pedido, solicitando el inicio de las gestiones necesarias.

## Características

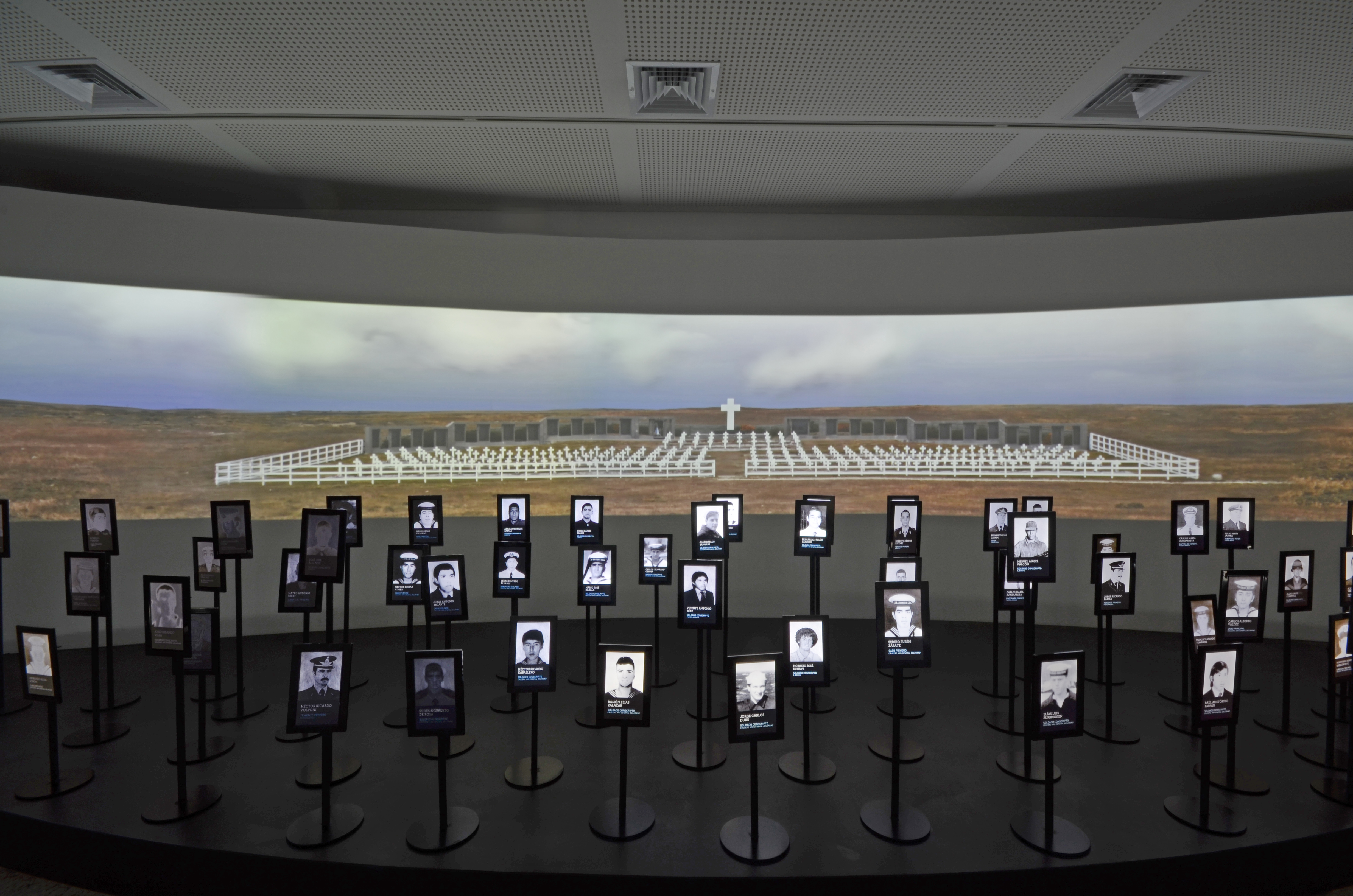
Réplica del cementerio en el Museo Malvinas e Islas del Atlántico Sur en Buenos Aires.

En 2013 el cementerio de Darwin tenía 237 sepultados; 230 se encuentran en tumbas individuales, mientras que siete fallecidos están en dos fosas comunes: una con cuatro tripulantes de un helicóptero y otra con tres tripulantes de un Learjet. De las 230 tumbas, menos de diez son desconocidos y están marcados con la frase «Soldado argentino solo conocido por Dios». 89 cuerpos fueron enterrados en otros lugares o en su gran mayoría no fueron recuperados. A todos los soldados enterrados se les dio sepultura con honores militares. Cada tumba está marcada por una cruz de madera blanca con el nombre del soldado en ella, si se conoce, o con la frase anteriormente citada. En todas ellas cuelgan rosarios.
El cementerio está dividido en tres sectores: Norte, Este y Oeste. El Monumento inaugurado en 2009 está formado por 24 placas de granito con el nombre de todos los 649 argentinos fallecidos en el conflicto, sin ninguna indicación de rango militar o de servicio, conforme a lo solicitado por sus familias. También hay una ermita, una gran cruz principal y una placa conmemorativa.
El sitio es también visitado por cientos de turistas al año, algunos de ellos provenientes de los cruceros que llegan a las islas.
Durante los últimos años, el gobierno del territorio británico de ultramar ha sido muy respetuoso y receptivo a las peticiones de los familiares de los caídos interesados en visitar el cementerio. En ocasiones, cuando el número de visitantes es grande, proporciona la logística necesaria. La única limitación que se le da a los veteranos, sus familias y turistas argentinos, de forma no escrita, es la del «respeto a la ceremonia», evitando cualquier ostentación de banderas o símbolos similares, ya que es clasificado como «intento de hacer un evento político». También se solicita el respeto a la población isleña.
Una pequeña réplica existe en el cementerio Parque de Plátanos de Berazategui en la provincia de Buenos Aires. Otras dos réplicas fueron inauguradas en 2014: una de ellas en Campo Quijano, provincia de Salta, y otra en Ullum, provincia de San Juan.
Una réplica de la Virgen de Luján del cementerio, llamada Nuestra Señora de las Malvinas, comenzó en 2013 a recorrer desde La Quiaca, provincia de Jujuy, hasta Ushuaia, Tierra del Fuego, bajo el lema «recuperemos la llama de la argentinidad».

## Visitas notables
El entonces ministro de Defensa británico Geoff Hoon visitó el cementerio en el año 2000. El 9 de noviembre de 2002 el príncipe Andrés, hijo de la reina Isabel II y quien también es veterano de la guerra de las Malvinas, hizo una visita al cementerio y colocó una corona de flores. Durante la visita el príncipe dijo, «perdí amigos y a colegas y sé lo que es para tantos argentinos que han vivido la misma experiencia», al mismo tiempo que honró a los soldados de ambos bandos. Andrés se convirtió en el primer miembro de la familia real británica que rindió honores a los soldados argentinos muertos en las islas. Su hermano, el príncipe Eduardo visitó el cementerio en 2007.
El 12 de febrero de 2014, el ministro británico del Foreign Office para América Latina, Hugo Swire, visitó durante cuatro días las islas, donde recorrió Puerto Argentino/Stanley y el cementerio argentino de Puerto Darwin. En Darwin, depositó una ofrenda floral.
El 30 de junio de 2014, el diputado argentino Julio Cobos visitó el cementerio durante su polémico viaje a las islas. Allí homenajeó y rezó por los caídos. También compartió las fotos de la visita en su cuenta de Twitter.

## Lugar histórico nacional

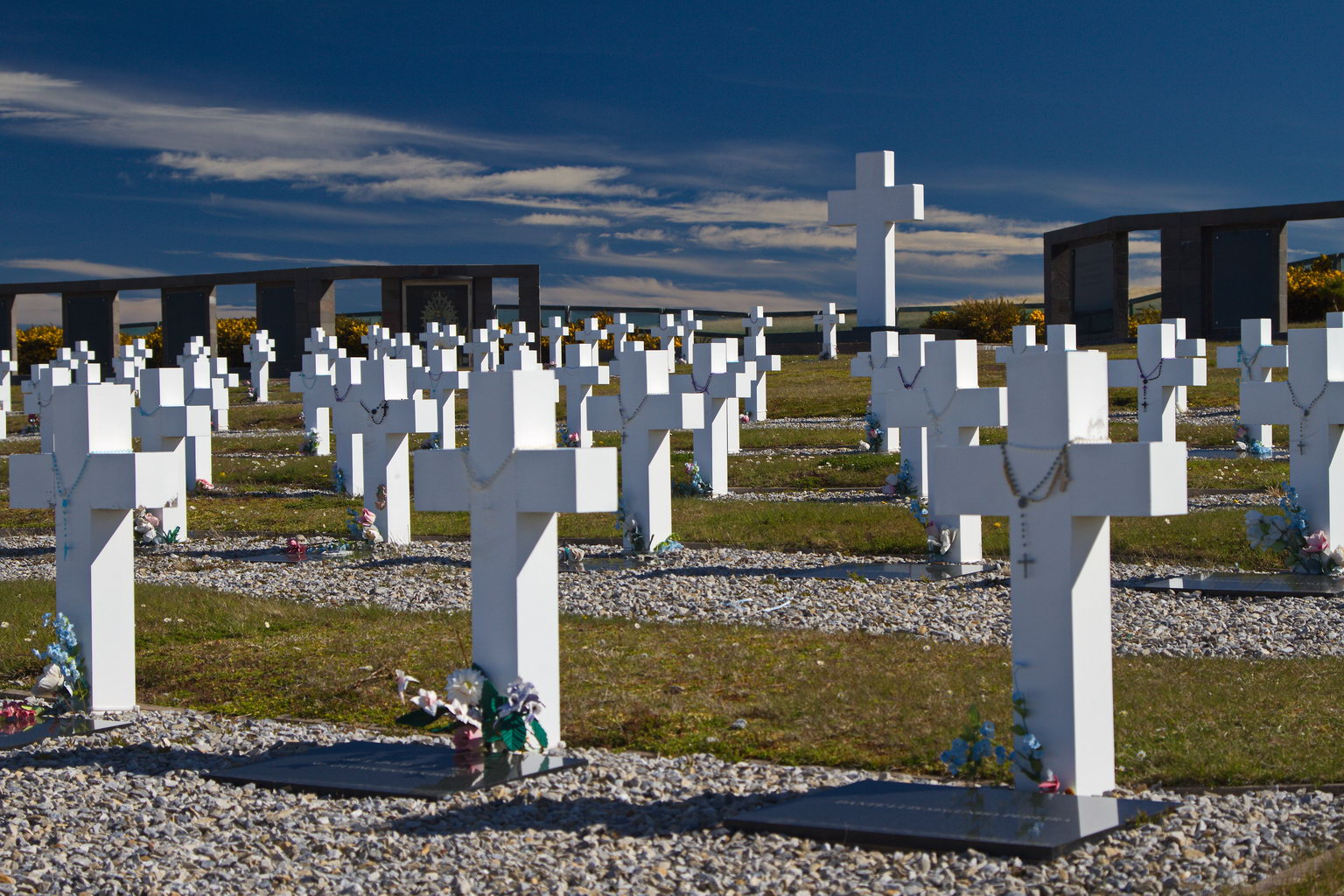
Vista hacia 2013.

El 11 de diciembre de 2008 el Congreso de la Nación Argentina sancionó el decreto nacional 2131 que declaró lugar histórico nacional al cementerio de Puerto Darwin. Luego, se lo volvió a declarar lugar histórico nacional a través de la ley nacional 26 498 del 4 de junio de 2009 publicándose en el Boletín Oficial de la República Argentina. La iniciativa de la ley fue del entonces diputado por la ciudad de Buenos Aires Jorge Coscia.
Texto de la Ley 22 498:

El Senado y Cámara de Diputados de la Nación Argentina reunidos en Congreso, etc. sancionan con fuerza de Ley:

Artículo 1.º - Declárase lugar histórico nacional al cementerio de guerra de los caídos en Malvinas e Islas del Atlántico Sur, emplazado en el cementerio de Darwin, Isla Soledad.

Artículo 2.º - La Comisión Nacional de Museos y de Monumentos y Lugares Históricos, dependiente de la Secretaría de Cultura de la Nación, instrumentará todo lo atinente al cumplimiento de la presente ley y convendrá con la Comisión de Familiares de Caídos en Malvinas e Islas del Atlántico Sur, las medidas pertinentes a efectos de asegurar la custodia, conservación, refacción y restauración del lugar histórico nacional que se declara por esta ley.

Artículo 3.º - La Comisión Nacional de Museos y de Monumentos y Lugares Históricos inscribirá en el Registro Nacional de Bienes Históricos el lugar declarado por el Artículo 1.º de la presente ley con la referencia lugar histórico nacional.

Artículo 4.º - Comuníquese al Poder Ejecutivo.

Tras la sanción, la Comisión de Familiares de Caídos en Malvinas e Islas del Atlántico Sur dijo que la medida trajo «enorme tranquilidad a todos aquellos cuyos seres queridos yacen sepultados en el Cementerio de Darwin, pues no han faltado a lo largo de los 27 años de postguerra, sectores o individuos que han intentado profanar el bien hoy protegido legalmente, con argumentos pseudo humanitarios como la propuesta de identificar los restos o la colocación de placas con nombres propios, etc».

## Banderas de Argentina
Durante los acuerdos de 1999, no se hizo referencia al uso o no de la bandera argentina en el cementerio, pese a los pedidos e intenciones del gobierno de dicho país. En 2008, la cancillería argentina acordó con la embajada británica en Buenos Aires para que una bandera argentina flamee de forma permanente en las islas, desde la guerra. Hasta entonces, el gobierno británico e isleño prohibían que la bandera argentina flameara en el cementerio. Pese a esto y al enojo de los malvinenses, grupos de excombatientes lo han hecho en homenaje en algunas ocasiones.
En 1999, el gobierno argentino buscó la aprobación británica para acompañar el monumento con una bandera argentina. Luego se habló de incluir una bandera tallada en la obra o pintar el monumento de celeste y blanco. Finalmente, quedó en la nada por el rechazo kelper y la «sensibilidad» y rechazo de la población isleña contra muestras de nacionalismo argentino.
Estos actos han provocado reacciones negativas en el gobierno local. La prohibición también alcanzaba a la imagen de la Virgen de Luján, ya que su manto lleva los colores celeste y blanco. En abril de 2007 un grupo de excombatientes desplegaron una bandera argentina en el cementerio causando polémica en el gobierno isleño. El entonces gobernador colonial, Alan Huckle, lo calificó como «un gesto insensato y provocativo» y dijo que «episodios como este no ayudan y no deben repetirse». El jefe de policía isleño, vigiló el lugar tras el incidente.
Hoy en día, flamear los colores de la bandera argentina está prohibido por la legislación isleña en el resto de las Malvinas, debido a la «sensibilidad» de los habitantes. A principios de diciembre de 2014, y por la presión civil por un petitorio comunitario colgado en todos los espacios públicos de Puerto Argentino/Stanley y repartido en el periódico Penguin News, la Asamblea Legislativa de las Islas Malvinas anunció que analiza si prohíbe o no el despliegue de banderas de la Argentina en la totalidad de las islas, como así también de pancartas y pintadas de grafitis con la leyenda «Malvinas Argentinas».

## Identificación de los desconocidos y disputas
En 2008, el veterano de guerra Julio Aro regresó a las Islas. Luego de visitar el cementerio de Darwin, viajó a Londres para encontrarse con veteranos británicos y recabar información sobre los soldados no identificados. Allí, conoció al coronel retirado Geoffrey Cardozo, que había estado a cargo de enterrar a los soldados argentinos. Geoffrey Cardozo fue un militar de origen inglés y gibraltareño, que fue teniente coronel durante la guerra de Malvinas y el oficial encargado de identificar y trasladar los cuerpos de los caídos. Este le entregó documentos que había recabado mientras realizaba sus tareas y que resultarían fundamentales para la identificación de los desconocidos.
Alrededor del 2008 el argentino Julio Aro creó la fundación “No me olvides” con el objetivo de ayudar a las personas con algún tipo de trastorno o estrés postraumático, ya sea físico o psicológico, que haya sido causado por situaciones violentas que tuvieron que vivir a causa de conflictos. Y esta Fundación se ocupó de elaborar los perfiles genéticos que posibilitaron comparar el ADN con los cuerpos exhumados; además de facilitar a los familiares directos que puedan viajar, concientizando sobre la causa Malvinas para que no sea solo un recuerdo. Y brinda también acompañamiento a los familiares de los veteranos que perdieron a sus seres queridos en las islas. Se sumó luego a la labor de Julio Aro la periodista Gabriela Cociffi, para el contacto con funcionarios y personalidades (entonces directora de la Revista Gente). Y rastrear a los familiares de los caídos fue posible a partir del informe que Cardozo oportunamente elaboró.
En diciembre de 2011, el músico británico Roger Waters fue contactado por Gabriela Cociffi para solicitarle colaboración con la causa. Este indicó que se reuniría con la entonces presidenta argentina Cristina Fernández de Kirchner y se ofreció a ayudar. El 6 de marzo de 2012, Waters se reunió con Cristina Kirchner y le informó de la situación. En ese mismo mes, Juan Carr había anunciado la presentación de un pedido al gobierno inglés y la cruz roja internacional para identificar a los soldados caídos. El 2 de abril de 2012, la mandataria argentina anunció durante un acto por el 30.º aniversario del inicio de la Guerra de Malvinas en Ushuaia que había realizado un pedido a la Cruz Roja Internacional, para que medie ante el Reino Unido y así poder identificar a los caídos sepultados en el cementerio de Darwin que aún no habían sido reconocidos.
Posteriormente, la Cruz Roja conformó un grupo de trabajo junto al Equipo Argentino de Antropología Forense, el Ministerio de Justicia y el de Desarrollo social para avanzar en estas tareas.
La Comisión de Familiares de Caídos en Malvinas e Islas del Atlántico Sur escribió tras esto una carta a la mandataria argentina y otra la Cruz Roja comunicando su «firme oposición» del traslado de los cuerpos a la Argentina continental, diciendo que no fueron consultados por el gobierno. También pidieron por el cumplimiento de las leyes argentinas. Varios familiares expresaron su oposición a las tareas de identificación de los restos. Tanto la Comisión de Familiares como algunas familias, de forma unilateral, advirtieron que los trabajos forenses podrían ser una «excusa» para que el Reino Unido envíe todas las tumbas al continente con el objetivo de «borrar todos los rastros de la determinación argentina de recuperar las islas». César Trejo, entonces presidente de la comisión, le indicó a familiares que: «Si no aparecen los van a hacer pasar por desaparecidos; y si aparecen van a querer traer los restos».
En mayo de 2014, un grupo de algunos veteranos solicitaron por la identificación de los restos desplegando una pancarta en el cementerio. Durante el acto del 2 de abril de ese mismo año, la presidenta argentina había dicho que la tarea de identificación estaba avanzada y que ya se habían recolectado 65 muestras de sangre.
En junio de 2014, el ministro británico para América Latina, Hugo Swire que Londres nunca había recibido un pedido formal sobre la identificación de los restos. También, que su gobierno estaba dispuesto a colaborar con el argentino en dichas tareas. Tras esto, Daniel Filmus, secretario de asuntos relativos a las Malvinas, dijo que entre mayo y junio de 2014 la Cruz Roja Internacional había estado en Buenos Aires junto a equipos de los ministerios de Justicia y Desarrollo Social, que estaban en contacto con los familiares de los caídos en la guerra para gestionar autorizaciones y recolectar muestras de ADN. Luego se inició un proceso de consulta a los familiares de los caídos, para conocer si estaban de acuerdo con la identificación de los restos. Tras esto, el Comité Internacional de la Cruz Roja prestaría sus servicios como intermediario neutral ante elReino Unido para facilitar un acuerdo entre ambos países que permita realizar el trabajo de identificación.
Hacia fines de noviembre de 2014, el Equipo Argentino de Antropología Forense (EAAF), que se haría cargo de la identificación de los caídos, informó que, tras un año de preparativos, estaba listo para viajar a las islas, exhumar los cadáveres y realizar pruebas de ADN. Hacia entonces unas 78 familias aportaron sus datos y muestras de sangre. El EAAF espera para obtener el permiso de la Cruz Roja Internacional y de los gobiernos del Reino Unido y la Argentina. Tras el anuncio del EAAF, Barry Elsby, legislador malvinense, informó que el gobierno colonial no recibió hasta ese momento una petición formal por parte del gobierno argentino.
Luis Fondebrider, presidente del equipo, explicó que en Darwin los forenses tendrán un máximo de ocho semanas para desplegar un equipo de unas 20 personas, abrir las sepulturas, tomar restos, cerrar las sepulturas y volver al continente para analizarlos. Las muestras a tomar son pequeñas y entre ellas precisarían dientes. Ningún cadáver va a ser llevado al continente. El equipo ha dicho que tiene que llevar a cabo el trabajo hasta antes de marzo o abril de 2015, ya que el tiempo después de ese período haría la exhumación «casi imposible».
Tras los anuncios, la Comisión de Familiares de Caídos en Malvinas e Islas del Atlántico Sur dijo que la exhumación e identificación de los restos es una «cuestión más personal para cada familia», de carácter humanitario, «rechazando cualquier intencionalidad política».
El 2 de abril de 2015, Fernández de Kirchner anunció que la Cancillería argentina pediría al gobierno británico la identificación de los desconocidos con el ADN de los familiares. La mandataria argentina había informado que ya se había completado la etapa de recolección de los ADN de familiares de los caídos, y que faltaba la decisión del Reino Unido. Unas semanas más tarde, el gobierno argentino denunció que su par británico ponía «trabas burocráticas» para retrasar la entrada de forenses de la Cruz Roja Internacional y de peritos argentinos a las islas, debido a que no dio respuestas durante cinco meses. El gobierno británico respondió que el caso estaba siendo analizado con seriedad y que no debía apresurarse. La intención del gobierno de Reino Unido de que las autoridades de las Malvinas formasen parte de las negociaciones trabó las mismas.
En 2016, tras el inicio del Gobierno de Mauricio Macri y la mejora de relaciones diplomáticas con el gobierno británico, se anunció que una misión técnica del Comité Internacional de la Cruz Roja viajaría a las islas para estudiar un potencial trabajo de identificación de los restos. Se plantearon una serie de condiciones para las tareas: participarían peritos argentinos, británicos y españoles, los cuerpos serían exhumados e inhumados durante el mismo días, y sólo podrían ser abiertas las tumbas con restos no identificados. La inclusión de peritos españoles fue criticada por la Comisión de Familiares.
Algunos familiares que inicialmente se habían opuesto a entregar muestras de ADN finalmente decidieron entregarlas tras ser notificados de que se habían encontrado restos que podrían ser de sus familiares caídos en la guerra.
El 19 de junio de 2017 comenzaron las exhumaciones y la recolección de muestras de ADN de los familiares predispuestos a colaborar, en un proyecto liderado por el Comité de la Cruz Roja Internacional, cuyo jefe fue Laurent Corbaz. En Darwin, junto con expertos de Inglaterra y España, el Equipo Argentino de Antropología Forense, se encargó de llevar a cabo las pruebas de ADN en un laboratorio con contenedores en las islas.
Más adelante se compararon las muestras de información genética de los familiares con las de cada uno de los soldados sin identificar, para determinar la identidad de los héroes caídos durante la guerra y así poder dar respuesta a las dudas que los familiares tenían desde hace décadas. 
Estas tareas finalizaron en septiembre de ese año, tras la exhumación de 121 tumbas en las que se encontraron 122 cuerpos. El 5 de diciembre se realizó un acto en el cementerio en el que participaron más de 80 familiares de caídos en las islas, en reconocimiento de los 88 cuerpos que pudieron ser identificados. Posteriormente se lograron identificar varios cuerpos más.
En 2020, el Ministerio de Asuntos Exteriores de Argentina anunció que había cerrado un compromiso con el Gobierno de Reino Unido para avanzar en la identificación de los soldados caídos y enterrados en una fosa común en las islas.

## Casos de vandalismo
El cementerio y monumento sufre ataques de vandalismo constantes.
En julio de 2012, la carcasa de cristal que protege la figura de la Virgen de Luján, fue dañada con lo que parecía ser un hacha. Argentina presentó una protesta formal ante el gobierno británico e informó sobre los hechos a la Organización de las Naciones Unidas y a la Cruz Roja Internacional. Sebastián Socodo, responsable del mantenimiento del cementerio, dijo que las familias fueron notificadas y que no estaba claro cuándo ocurrió ni quiénes habían sido los autores. La policía de las islas realizó una investigación y el sitio del ataque fue reparado. La Comisión de Familiares repudió el ataque y dijo que fue un «acto de profanación» y envió cartas al canciller argentino Héctor Timerman y a John Freeman, embajador británico en Buenos Aires solicitando la investigación de los hechos. El Foreign Office del Reino Unido y la Asamblea Legislativa de las Islas Malvinas también condenaron el ataque.
En mayo de 2014, un residente de Pradera del Ganso compartió de forma provocativa en las redes sociales la foto de su perro, que había defecado en una bandera argentina encontrada en el cementerio de Darwin.
En marzo de 2015, un grupo de veteranos argentinos de la guerra denunciaron que mientras visitaban el cementerio, tres aviones Eurofighter Typhoon de la Royal Air Force realizaron maniobras a baja altura sobre el cementerio, mostrando su armamento. El grupo de veteranos también denunció que uno de los aviones simuló un ataque y la presencia de un helicóptero de apoyo.
En enero de 2017 en un nuevo ataque, malvinenses destrozaron el rostro y aplastaron la corona de la imagen de la Virgen de Luján.

## Numismática
A partir de marzo de 2015 comenzó la circulación de billetes de 50 pesos argentinos emitidos por el Banco Central de la República Argentina en homenaje al reclamo de las Islas Malvinas, Georgias del Sur y las Sandwich del Sur. El billete, diseñado y producido en su totalidad por la Casa de la Moneda de Buenos Aires, presenta en su reverso el cementerio de Darwin, junto al ARA General Belgrano y la figura del Gaucho Rivero. Los nuevos billetes habían sido anunciados el 2 de abril de 2014.